# دولت‌آباد (ارزوئیه)
دولت‌آباد ، روستایی از توابع بخش مرکزی شهرستان ارزوئیه در استان کرمان ایران است.

## جمعیت
این روستا در دهستان ارزوئیه قرار دارد و براساس سرشماری مرکز آمار ایران در سال ۱۳۸۵، جمعیت آن ۲٬۴۶۲ نفر (۵۷۸خانوار) بوده‌است.